# The Future (film)
Pour les articles homonymes, voir Future.
Pour plus de détails, voir Fiche technique et Distribution.
The Future est un film américain réalisé par Miranda July, sorti sur les écrans français le 17 août 2011.
Le film a été projeté en compétition officielle et en avant-première dans le cadre du Festival du film de Cabourg et a été nommé à huit reprises a la 61e édition de la Berlinale. 

## Miranda July
Miranda July est une artiste, réalisatrice et écrivain. Ses œuvres (vidéos, projets multimédias et spectacles) ont été exposées dans de nombreux lieux prestigieux tels que, le Museum of Modern Art (New York), le Musée Guggenheim. Son premier film Moi, toi et tous les autres (2005) a obtenu l'International Filmmaker’s Award au Festival de Sundance, ainsi que quatre prix au Festival de Cannes, dont celui de la Caméra d’or. Son recueil de nouvelles « un bref instant de romantisme » Flammarion, 2008), a remporté le Frank O’Connor International Short Story Award (en) et a été publié dans vingt pays.  

## Fiche technique
- Scénario et Réalisation : Miranda July
- Production : Gina Kwon, Roman Paul, Gerhard Meixner
- Production déléguée : Sue Bruce-Smith
- Coproduction : Chris Stinson
- Image : Nikolaï von Graeventiz
- Décors : Elliott Hostetter
- Montage : Andrew Bird (en)
- Musique : Jon Brion
- Casting : Jeanne McCarthy, Nicole Abellera
- Costumes : Christie Wittenborn
- Maquillage : Sabine Schumann
- Supervision musicale : Margaret Yen
- Son : Rainer Heesch, Lars Ginzel
- Mixage : Patrick Veigel
- Distribution : France : Haut et Court
- Pays d'origine :  États-Unis
- Langue : anglais

## Distribution
- Hamish Linklater : Jason
- Miranda July : Sophie
- David Warshofsky : Marshall
- Isabella Acres : Gabriella
- Joe Putterlik : Joe, la lune